# Dogania subplana
Genre
Synonymes
- Sarbieria Gray, 1869

Espèce
Synonymes
- Trionyx subplanus Geoffroy Saint-Hilaire, 1809
- Trionyx frenatus Gray, 1856
- Dogania guentheri Gray, 1862
- Trionyx dillwynii Gray, 1873
- Trionyx vertebralis Strauch, 1890
- Trionyx pecki Bartlett, 1895

Statut de conservation UICN

 LC  : Préoccupation mineure
Statut CITES
Dogania subplana ou Trionyx de Malaisie, unique représentant du genre Dogania, est une espèce de tortues de la famille des Trionychidae. 
C'est la plus petite tortue à carapace molle d'Asie du Sud-Est et de l'archipel indonésien.

## Répartition et habitat
Cette espèce se rencontre :
- en Birmanie ;
- au Brunei ;

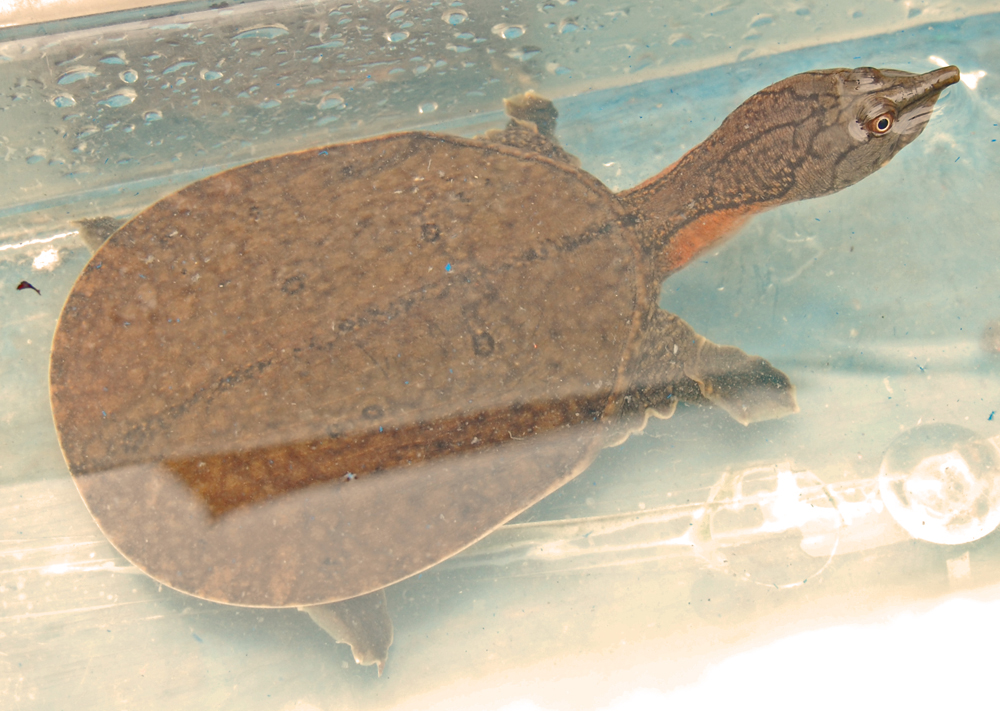

- en Indonésie, sur les îles de Java et de Sumatra et dans l’État du Kalimantan.
- en Malaisie ;à Singapour ;
- aux Philippines, sur les îles de Luçon, de Mindanao, de Mindoro et de Palawan ;
- en Thaïlande.

Elle vit dans les ruisseaux limpides à débit rapide des milieux forestiers tropicaux.

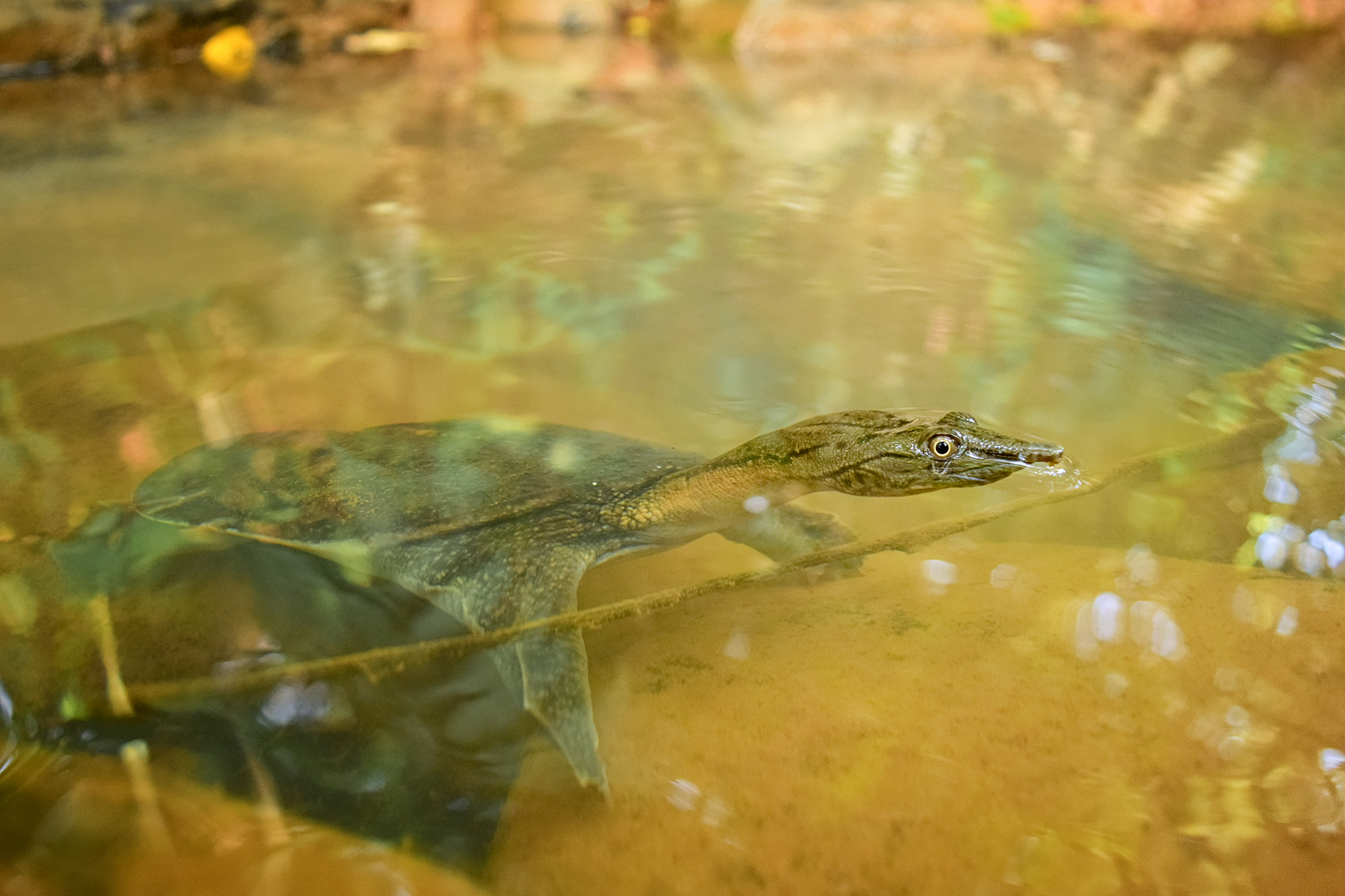

## Description
Cette tortue de taille moyenne a une longueur de carapace pouvant atteindre au maximum 35 cm de long. 

Trionyx de Malaisie, Parc national de Kaeng Krachan, Thaïlande
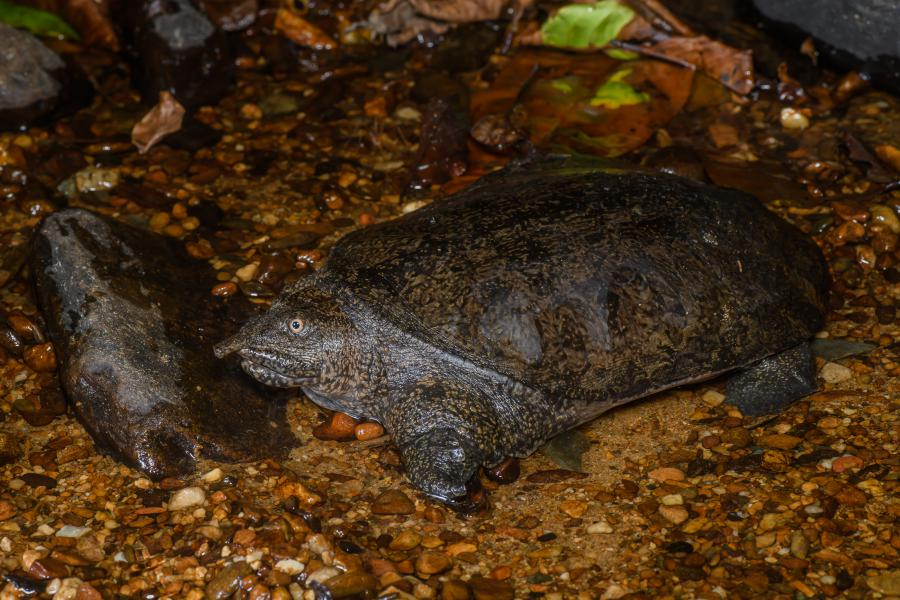
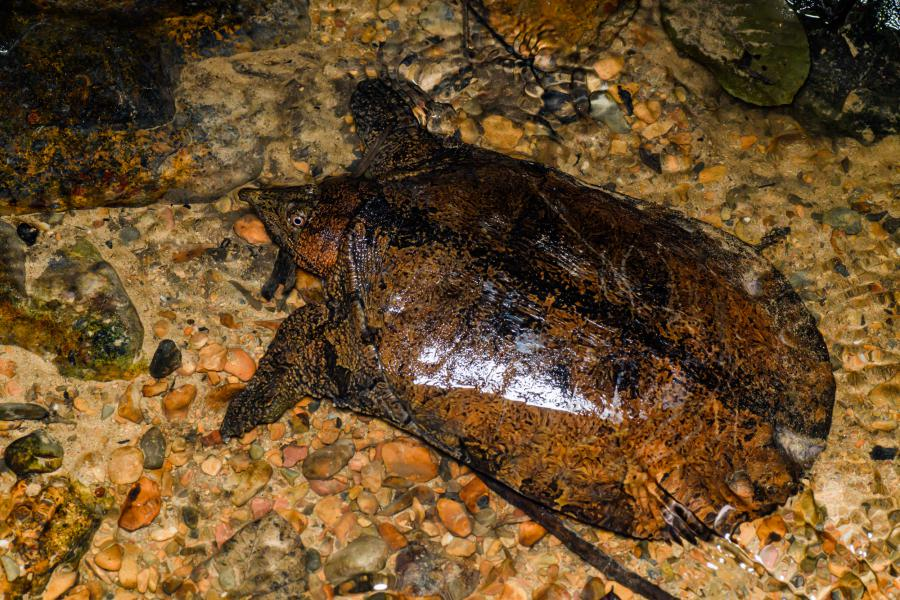
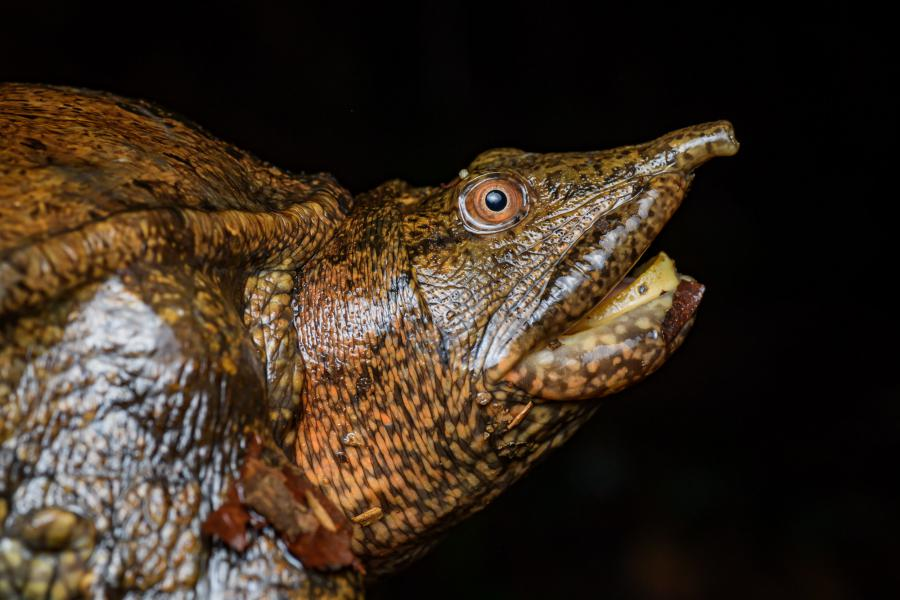

Sa dossière plate, parcheminée et de couleur brune, est marquée en son centre d'une ligne noire. Son museau est relativement court pour une tortue à carapace molle.
Son mode de vie est crépusculaire et nocturne. Elle est omnivore, se nourrissant de poissons, de crustacés, de crabes et de fruits. Elle pond de 3 à 7 œufs sphériques.

## Menace

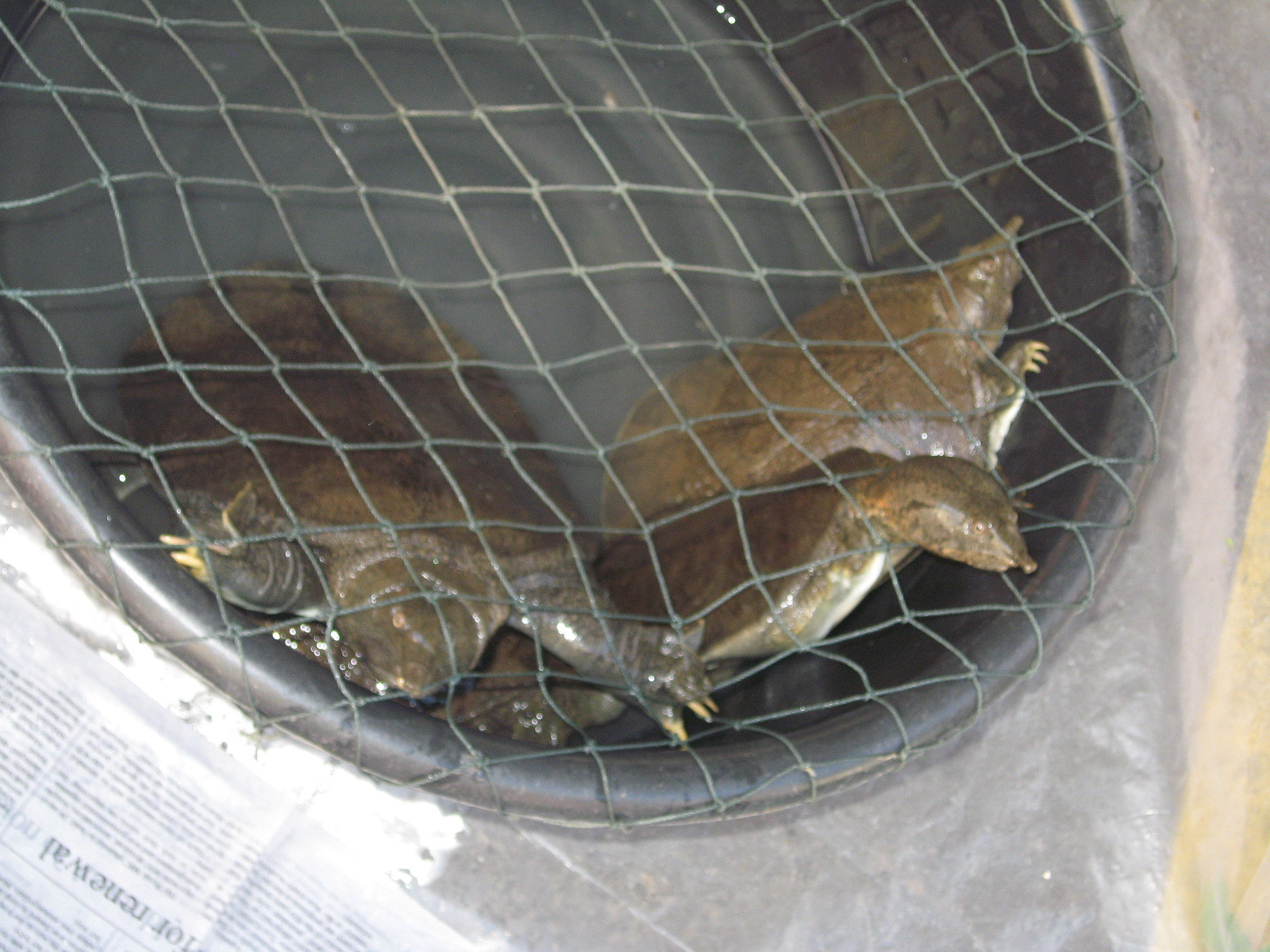

Le ramassage de Trionyx de Malaisie pour la vente et la consommation locale met leur population en danger.

## Publications originales
- Geoffroy Saint-Hilaire, 1809 : Mémoire sur les tortues molles, nouveau genre sous le nom de Trionyx, et sur la formation des carapaces. Annales du Musée d’Histoire Naturelle de Paris, vol. 14, p. 1-20 (texte intégral).
- Gray, 1844 : Catalogue of the tortoises, crocodiles and amphisbaenians in the collection of the British Museum. Edward Newman, London (texte intégral).